# 国际罕见病日
国际罕见病日是由欧洲罕见病组织eurordis在2008年2月29日发起的活动。由于2月29日每4年才出现一次，因此被作为国际罕见病日。在没有29日的那一年，将2月28日作为该年的国际罕见病日。意在通过各种形式来促进人们对罕见病的认识、关注和理解。
2009年2月28日，欧洲、北美、拉丁美洲等30多个国家的罕见病组织参加了第二个国际罕见病日的活动。

## 发展

### 第一届
第一届国际罕见病日于2008年2月29日在欧洲举行，同时参与活动的还有加拿大罕见病组织加。强烈呼吁社会认识罕见疾病，敦促制药企业研制罕见病治疗药物。第一届国际罕见病日得到了国际上许多国家的积极响应。

### 第二届
该届会议于2009年主持。罕见病日第一次被巴拿马，阿根廷，哥伦比亚，中华人民共和国和美国所注意到。在美国的美国罕见疾病组织（NORD组织）开始了合作。与此同时，中国的此娃娃罕见病关爱中心也参与了此次罕见病会议。

### 第三届
2010年2月28日被举行。该年的主题是“患者和研究者：生命的伙伴”

### 第四届
以下國家及地區在2011年參與此活動 
- 阿根廷
- 澳大利亞
- 奧地利
- 比利時
- 巴西
- 保加利亞
- 布吉納法索
- 喀麥隆
- 加拿大
- 中國大陸
- 哥倫比亞
- 克羅地亞
- 塞浦路斯
- 丹麥
- 芬蘭
- 法國
- 格魯吉亞
- 德國
- 希臘
- 香港
- 匈牙利
- 印度
- 愛爾蘭
- 意大利
- 日本
- 拉脫維亞
- 馬來西亞
- 墨西哥
- 摩洛哥
- 新西蘭
- 挪威
- 巴拿馬
- 波蘭
- 葡萄牙
- 羅馬尼亞
- 俄國
- 斯洛文尼亞
- 南非
- 西班牙
- 瑞典
- 瑞士
- 臺灣
- 烏克蘭
- 英國
- 美國